# Fortificazione a base poligonale

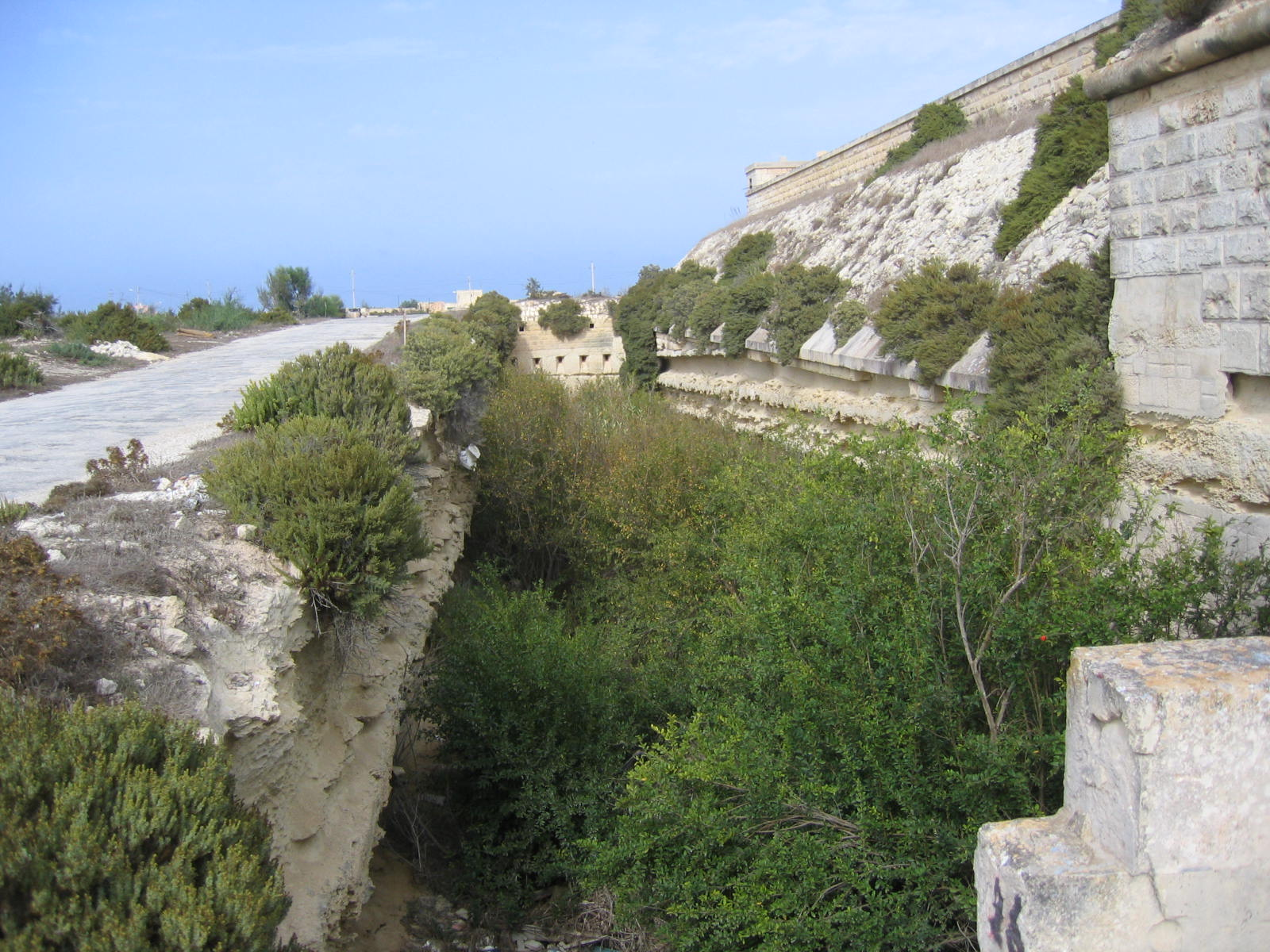
Batteria di controscarpa, forte di Delimara, Malta

Una fortificazione a base poligonale è una fortezza costruita con lo stile sviluppatosi attorno alla metà del XIX secolo, in risposta alla creazione di granate sempre più potenti.

## Descrizione

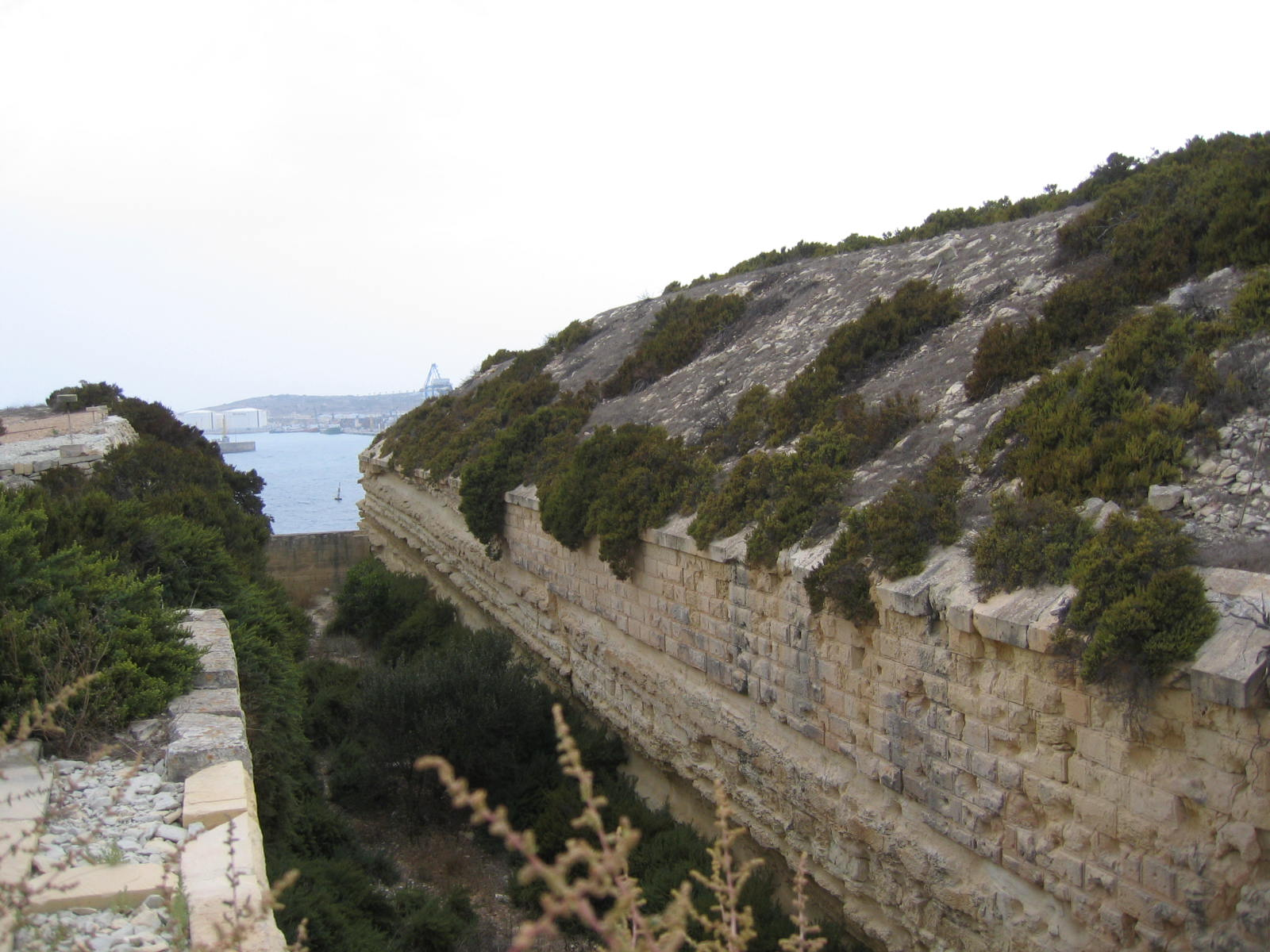
Il fossato meridionale, forte di Delimara, Malta

Il complesso e sofisticato progetto delle fortificazioni alla moderna che li precedettero era valido contro le cannonate, ma si dimostrò molto meno vantaggioso nel caso di fuoco più accurato o di armi a canne rigate, oltre che con le granate esplosive. Lo stile poligonale viene anche chiamato "fortezza senza fianchi". Molte di queste fortezze furono costruite durante il governo di Lord Palmerston, prendendo quindi il nome di "fortezze Palmerston".
In risposta alle vulnerabili fortezze alla moderna, il genio militare sviluppò uno stile più semplice ma più robusto. Il fossato divenne profondo e con lati verticali, tagliato direttamente nella roccia nuda. Si presentava come una serie di linee rette che circondavano la zona fortificata, e fu questo a dare il nome allo stile edilizio. Il fossato era protetto dal fuoco garantito dalle caponiere situate nel fossato stesso o nella controscarpa.
Il profilo della fortezza divenne molto basso, circondando l'esterno del fossato con uno leggero pendio (glacis) in modo da non offrire protezione agli invasori. La controscarpa, lato esterno del fossato, era solitamente verticale, mentre la parte superiore della scarpa era obliqua e spesso rivestita in pietra. L'accesso era garantito da una rampa curva nel glacis, per poi passare attraverso un corpo di guardia situato nella scarpa.
La maggior parte della fortezza era sotterranea, con profondi passaggi che davano accesso alla controscarpa ed alle caponiere del fossato direttamente dall'interno.
Spesso le armi erano montate all'aperto, in luoghi noti come "in barbetta", protette semplicemente da un parapetto. Questo era dovuto non solo alla necessità di tenere basso il profilo della struttura, ma anche al fatto che i cannoni del tempo usavano polvere nera come propellente solido, provocando molto fumo.

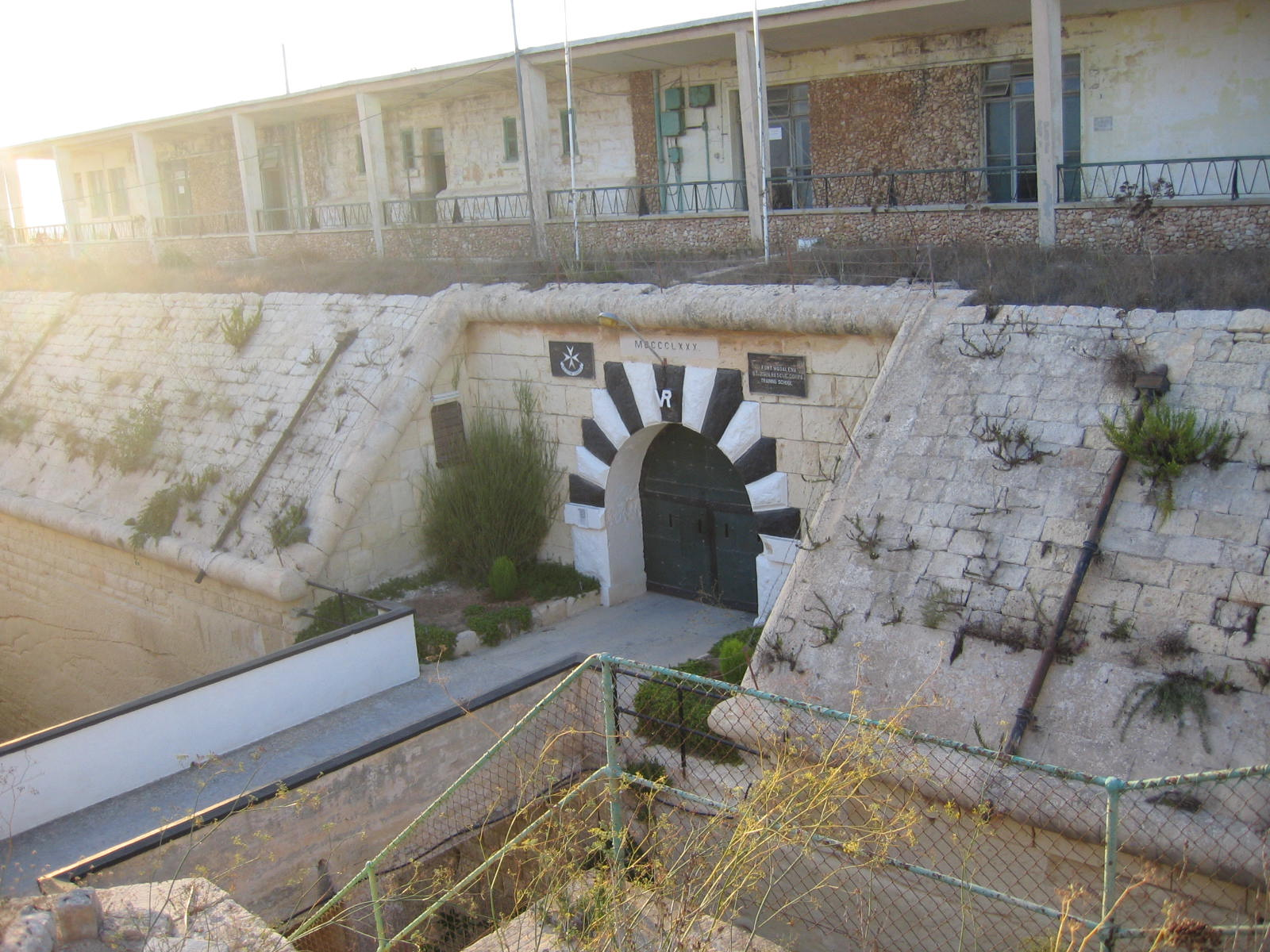
Porta principale di forte Madliena, Malta

A causa del propellente ad alta combustione, le canne delle armi erano corte, e l'accuratezza del colpo era quindi limitata. I cannoni potevano essere messi fuori uso facendo loro collassare addosso le casematte tramite bombardamento. Nel caso di armi all'aperto questo non era possibile.
Le fortezze di questo tipo furono usate in modo intensivo a partire dalla metà del XIX secolo, ma la fine del secolo vide la nascita dei propellenti a lenta combustione che permettevano l'uso di armi più lunghe, con maggiore gittata e più precise, e che producevano meno fumo. Questo, oltre alla maggiore disponibilità di armi per l'apertura di brecce, favorì l'uso di fortificazioni completamente sotterranee tranne che per la presenza di massicce lanterne che contenevano le armi.
La maggiore gittata dell'artiglieria da campo richiese un corrispondente aumento della fascia da difendere attorno alla fortezza per evitare bombardamenti. Contemporaneamente lo sviluppo di mitragliatrici e filo spinato offrivano un metodo più economico ed elastico per proteggersi da assalti di fanteria rispetto a fossati e fortezze.
Molti dei forti a base poligonali costruiti continuarono ad essere utilizzati, anche durante la Seconda guerra mondiale, e le postazioni all'aperto si rivelarono utili per il posizionamento delle armi contraerei.
A Malta, i due forti poligonali, fort Mosta e forte Madliena, sono ancora in uso da parte delle Forze Armate di Malta, il primo è utilizzato come deposito di munizioni e la parte abitativa di quest'ultima dal Communications Information Systems Company.